# 드라이브 마이 카 (영화)
《드라이브 마이 카》(일본어: ドライブ・マイ・カー)는 2021년 개봉한 일본의 드라마 영화이다. 하마구치 류스케가 감독과 공동각본을 맡았으며, 무라카미 하루키의 단편 소설 〈|드라이브 마이 카〉를 원작으로 하였다. 제74회 칸 영화제(2021년) 각본상 수상작이자 황금종려상 경쟁후보작이다. 제94회 아카데미상(2022년) 국제영화상 수상작이며, 이외로 작품상, 감독상, 각색상 부문 후보에 올랐다. 아카데미 작품상 후보에 오른 최초의 일본 영화다. 또한 LA 영화비평가 협회상, 뉴욕 영화비평가 협회상, 전미 영화비평가 협회상 3개의 메이저 비평가상을 받은 최초의 외국어작품이 되었다.

## 줄거리
누가 봐도 아름다운 부부 가후쿠와 오토. 우연히 아내의 외도를 목격한 가후쿠는 이유를 묻지 못한 채 갑작스럽게 아내의 죽음을 맞이하게 된다. 2년 후 히로시마의 연극제에 초청되어 작품의 연출을 하게 된 가후쿠. 그는 그곳에서 자신의 전속 드라이버 미사키를 만나게 된다. 말없이 묵묵히 가후쿠의 차를 운전하는 미사키와 오래된 습관인 아내가 녹음한 테이프를 들으며 대사를 연습하는 가후쿠. 조용한 차 안에서 두 사람은 점점 마음을 열게 되고, 서로가 과거의 아픔에서 벗어나지 못한 것을 알게 된다. 그리고 눈 덮인 홋카이도에서 내면에 깊숙이 자리 잡은 서로의 슬픔을 들여다보게 되는데….

## 출연진

### 주연
- 니시지마 히데토시 - 가후쿠 유스케 역
- 미우라 토코 - 와타리 미사키 역

### 조연
- 오카다 마사키 - 다카쓰키 고지 역
- 키리시마 레이카 - 가후쿠 오토 역
- 소냐 위엔 - 재니스 창 역
- 박유림 - 이유나 역
- 진대연 - 공윤수 역
- 안휘태 - 류종의 역
- 아베 사토코
- 페리 디존

## 같이 보기
- 로드 무비